# Наддністрянщина
Наддністрянщина, Подністров'я, Наддністер'я, Подністрянщина або Подні́стря  — етнічні українські землі, що розташовані у межах кількох теперішніх областей Західної України (Вінницької, Львівської, Івано-Франківської, Тернопільської, Хмельницької, Чернівецької) та Молдови у верхній та середній течії та басейні Дністра.
В історіографії географічний термін Наддністрянщина вживається щодо нині українських територій котрі перебували в складі Австро-Угорщини — Галичина та Володимирія і Буковина.